# Pavel Kadeřábek
Pavel Kadeřábek (* 25. dubna 1992 Praha) je český profesionální fotbalista, který hraje na pozici pravého obránce či záložníka za český klub AC Sparta Praha. Mezi lety 2014 a 2021 odehrál také 48 utkání v dresu české reprezentace, ve kterých vstřelil 3 branky.
Kadeřábek je odchovancem Sparty Praha, prosadil do A-týmu a vypracoval se v jednoho z nejlepších obránců ligy. V sezoně 2013/14 získal se Spartou double. V roce 2015 přestoupil do německého Hoffenheimu, kde se okamžitě usadil v základní sestavě. V Bundeslize odehrál deset sezon. Zahrál si Evropskou ligu, Ligu mistrů i na velkých reprezentačních turnajích (EURO 2016, EURO 2020). V červnu 2025 se po 10 letech vrátil zpátky do pražské Sparty.
V květnu 2014 získal v anketě KSN ČR ocenění nejlepší obránce Gambrinus ligy 2013/14. V následující sezóně 2014/15 ho obhájil. Stal se také nejlepším hráčem sezóny 2014/15 nejvyšší české ligy v anketě LFA (Ligové fotbalové asociace).

## Klubová kariéra

### Sparta Praha
Kadeřábek je odchovancem pražské Sparty, do jejíž akademie nastoupil ve věku sedmi let v roce 1999.
V sezoně 2009/10 začal Kadeřábek nastupovat v druholigovém rezervním týmu, a to především na pozici pravého záložníka či křídelníka.
Svůj debut v A-týmu si Kadeřábek odbyl 25. srpna 2010 v odvetném utkání čtvrtého předkola Ligy mistrů proti slovenskému klubu MŠK Žilina, když v 61. minutě vystřídal Libora Sionka. 16. září nastoupil také v závěru utkání základní skupiny Evropské ligy proti US Palermo. Byly to jeho dva jediné starty v sezoně 2010/11 v prvním mužstvu, po zbytek ročníku pravidelně nastupoval v druholigovém B-týmu. V létě 2011 si zahrál na Mistrovství Evropy do 19 let, kde vybojoval s českým týmem stříbrné medaile.

#### Viktoria Žižkov (hostování)
V srpnu 2011 zamířil Kadeřábek na půlroční hostování do prvoligové Viktorie Žižkov. 21. srpna si odbyl svůj debut v české nejvyšší soutěži v utkání s Mladou Boleslaví, kdy nastoupil v základní sestavě, nicméně prohře 0:2 zabránit nedokázal. Kadeřábek se rychle stal stabilním členem základní sestavy, celkem si během půlročního hostování připsal 11 ligových startů, během nichž se střelecky ani jednou neprosadil.

#### Návrat do Sparty
Po zimním návratu do Sparty si 18. února 2012 odbyl svůj prvoligový debut v dresu Sparty, a to při výhře 1:0 nad Slováckem. O týden později odehrál celé prvoligové utkání proti Hradci Králové. Ve zbytku jarní části sezony pravidelně nastupoval za druholigový B-tým.
Na začátku sezony 2012/13 začal Kadeřábek pravidelně nastupovat za A-tým. Dne 2. srpna se objevil v základní sestavě Sparty ve třetím předkole Evropské ligy proti Admiře Wacker a svým výkonem přispěl k výhře 2:0. O tři dny později vstřelil Kadeřábek svůj první prvoligový gól, a to při výhře 2:1 nad Příbramí. 19. srpna svým dalším gólem přispěl k výhře 3:1 nad Českými Budějovicemi. Coby už stabilní člen základní sestavy pomohl Kadeřábek k postupu do základní skupiny Evropské ligy, z níž se Spartě podařilo postoupit do jarní vyřazovací fáze. 16. dubna 2013 se jedním gólem podílel na vítězství Sparty 4:2 nad Sigmou Olomouc v odvetném zápase čtvrtfinále českého poháru 2012/13. Pražský klub po dvou shodných výsledcích 4:2 postoupil do semifinále. V jarní části sezony Kadeřábek odehrál kvůli zranění jen pět ligových zápasů, a to především jako střídající hráč. Dohromady v sezoně 2012/13 nastoupil do 31 soutěžních zápasů, v nichž vstřelil tři branky.
Na začátku ročníku 2013/14 začal Kadeřábek nastupovat na pozici pravého obránce. Jeho stabilní výkonu mu následně v říjnu 2013 vynesly prodloužení smlouvy se Spartou do roku 2016. 4. května 2014 slavil se Spartou zisk ligového titulu. 17. května 2014 získal se Spartou double po výhře 8:7 v penaltovém rozstřelu ve finále Poháru České pošty proti Viktorii Plzeň. Kadeřábek proměnil vítěznou penaltu. Kadeřábek se v průběhu sezony stal klíčovým hráčem pražského klubu, v lize nevynechal ani jednu minutu. Dohromady v sezoně nastoupil do 39 soutěžních utkání, v nichž vstřelil 6 branek a přidal 10 asistencí. Odměnou mu byla premiérová nominace do české reprezentace a také ocenění pro nejlepšího obránce fotbalové ligy v ročníku 2013/14 dle KSN ČR.
Dne 18. července 2014 vyhrál Kadeřábek český superpohár, v němž Sparta porazila Viktorii Plzeň vysoko 3:0. Se Spartou si zahrál základní skupinu Evropské ligy, nastoupil do všech šesti utkání. V prosinci 2014 prodloužil se Spartou smlouvu až do léta 2018. V březnu 2015 si poranil postranní kolenní vaz a čekala jej několikatýdenní rekonvalescence. Na hřiště se vrátil 26. dubna a v domácím utkání proti Zbrojovce Brno se třemi asistencemi podílel na výhře 4:0. V průběhu celé sezony odehrál Kadeřábek 39 soutěžních utkání, v nichž vstřelil 3 branky a 11 asistencí. V květnu 2015 obhájil vítězství v anketě pro nejlepšího obránce fotbalové ligy a také byl zvolen nejlepším hráčem české ligy za sezonu 2014/15. V létě si zahrál na závěrečném turnaji Mistrovství Evropy do 21 let.
Po sezoně 2014/15 Kadeřábek Spartu po 16 letech opustil. V průběhu svého angažmá získal ligový double, nastoupil do 114 soutěžních utkání, vstřelil 12 branek a přidal 22 asistencí.

### Hoffenheim
Dne 17. června 2015 přestoupil Kadeřábek do německého bundesligového klubu TSG 1899 Hoffenheim za částku okolo 3,5 milionů euro. Svůj debut si Kadeřábek odbyl 8. srpna 2015, kdy odehrál celé utkání prvního kola DFB-Pokalu proti TSV 1860 München. O týden později se objevil v základní sestavě prvního kola německé Bundesligy a odehrál celé utkání proti Bayeru Leverkusen, prohře 1:2 však zabránit nedokázal. Kadeřábek se ihned po svém příchodu stal stabilním členem základní sestavy Hoffenheimu, ve své první sezoně v zahraničí nastoupil do 29 soutěžních utkání a připsal si jednu asistenci a pomohl Hoffenheimu k záchraně v nejvyšší soutěži. V létě si zahrál na závěrečném turnaji EURO 2016.
Dne 21. srpna 2016 obdržel Kadeřábek v utkání prvního kola německého poháru proti Egestorfu dvě žluté karty a byl vyloučen. Kadeřábek v sezoně 2016/17 nepřišel o své místo v základní sestavě ani pod novým trenérem Julianem Nagelsmannem, příležitostně nastupoval také na pozici levého obránce. V únoru si Kadeřábek poranil lýtko a čekala jej dvouměsíční pauza. V průběhu sezony nastoupil do 24 utkání a připsal si tři asistence a pomohl Hoffenheimu ke konečnému čtvrtému místu v ligové tabulce.
V červenci 2017 prodloužil Kadeřábek smlouvu s Hoffenheimem do června 2021. Kadeřábek si s Hoffenheimem zahrál skupinovou fázi Evropské ligy. 28. září vstřelil svůj první gól v pohárové Evropě, a to při prohře 1:2 s bulharským Ludogorcem Razgrad – zaznamenal nejrychlejší gól německého klubu v historii samostatné Evropské ligy, když otvevřel skóre již po 96 vteřinách. O své místo nepřišel ani v průběhu sezony, pravidelně nastupoval na pravém kraji obrany. 21. dubna 2018 vstřelil svou první branku v Bundeslize při výhře 5:2 nad RB Leipzig. V posledním kole sezony se opět střelecky prosadil, a to při výhře 3:1 nad Borussií Dortmund a zajistil klubu ke konečnému třetímu místu tabulky. Dohromady v sezoně 2017/18 nastoupil do 34 soutěžních utkání, v nichž zaznamenal bilanci tří branek a čtyř asistencí. Díky svým výkonům byl spojován s přestupem do italských velkoklubů, zájem projevil Inter Milán či AS Řím.
V srpnu 2018 prodloužil smlouvu v německém Hoffenheimu do roku 2023. Kadeřábek si udržel své místo pod trenérem Julianem Nagelsmannem i v sezoně 2018/19. 18. srpna gólem a asistencí pomohl k postupu do druhého kola DFB-Pokalu přes 1. FC Kaiserslautern při výhře 6:1. 19. září si odbyl svůj debut v základní skupině Ligy mistrů v utkání proti Šachtaru Doněck. 7. listopadu vstřelil svůj první branku v milionářské soutěži, a to při remíze 2:2 s Olympiquem Lyon. Dne 10. března 2019 odehrál svůj 100. zápas v Bundeslize a svým výkonem pomohl k výhře 2:1 nad Norimberkem. V sezoně 2018/19 odehrál dohromady 36 utkání, v nichž vstřelil 5 branek a přidal 5 asistencí.
Kadeřábek nepřišel o své místo v základní sestavě ani po příchodu nového trenéra Alfreda Schreudera v létě 2019. 24. srpna gólem přispěl k výhře 3:2 nad Werderem Brémy. 1. listopadu gólem a asistencí rozhodl o výhře 3:0 nad Paderbornem. V sezoně 2019/20 odehrál 33 soutěžních utkání, vstřelil 3 branky a přidal 7 asistencí.
V létě 2020 převzal Hoffenheim Sebastian Hoeneß, Kadeřábek začal v základní sestavě i na začátku nové sezony. Po úvodních třech kolech ale do konce podzimní části vypadl ze sestavy, a to kvůli karanténě a léčbě zranění lýtkového svalu. 6. března dvěma asistencemi přispěl k výhře 2:1 nad Wolfsburgem. V průběhu jarní části sezony se vrátil do základní sestavy, dohromady odehrál 23 utkání a připsal si 5 asistencí. V létě 2021 si zahrál na závěrečném turnaji EURO 2020.
Kadeřábek kvůli problémům s lýtkovým svalem vynechal úvodní tři kola nové sezony 2021/22. 25. září gólem a asistencí rozhodl o výhře 3:1 nad Wolfsburgem. V lednu 2022 prodloužil svou smlouvu s Hoffenheimem do června 2025. Kvůli častým zdravotním problémům odehrál v sezoně jen 19 utkání, v nichž zaznamenal 1 branku a 3 asistence.
Kadeřábek se v sezoně 2022/23 stal opět stabilním členem základní sestavy Hoffenheimu. 6. srpna 2022 odehrál svůj 200. zápas za Hoffenheim, a to v utkání prvního kola nové sezony proti Borussii Mönchengladbach. 10. září gólem přispěl k výhře 4:1 nad Mainz 05. Dne 9. dubna 2023 odehrál jubilejní 200. zápas v německé nejvyšší soutěži. Dohromady v sezoně nastoupil do 28 soutěžních zápasů, vstřelil 2 branky a přidal 1 asistenci.
Dne 26. srpna 2023 gólem Kadeřábek přispěl k výhře 3:2 nad Heidenheimem v utkání druhého kola sezony 2023/24. 7. dubna dvěma asistencemi rozhodl o výhře 3:1 nad Augsburgem a 12. května se gólem a asistencí podepsal pod vysoké vítězství 6:0 nad půdě Darmstadtu. Dohromady v ročníku 2023/24 nastoupil k 30 zápasům, vstřelil 5 gólů a přidal 5 asistencí.
Kadeřábek začal svou jubilejní desátou sezonu v Hoffenheimu jako stabilní hráč základní sestavy. 25. září 2024 asistoval v utkání ligové fáze Evropské ligy a zajistil německému klubu bod za remízu 1:1 s Midtjyllandem. 10. listopadu dostal Kadeřábek v bundesligovém utkání proti Augsburgu žlutou kartu už po osmi sekundách, čímž vyrovnal kuriózní bundesligový rekord. 26. dubna 2025 skóroval při prohře 2:3 s Borussií Dortmund. V sezoně 2024/25 nastoupil Kadeřábek do 31 utkání, vstřelil 2 branky a přidal jednu asistenci. V květnu 2025 bylo oznámeno, že Kadeřábek nedostal nabídku na prodloužení smlouvy a po deseti letech klub opustí. Dohromady v dresu Hoffenheimu odehrál Kadeřábek 287 zápasů, vstřelil 19 gólů a zaznamenal 35 asistencí.

### Návrat do Sparty
V červnu 2025 se po deseti letech vrátil zpátky do pražské Sparty.

## Reprezentační kariéra

### Mládežnické reprezentace
Kadeřábek reprezentoval Česko v mládežnických kategoriích od 16 let. V mládežnických reprezentacích odehrál mezi lety 2007 a 2015 dohromady 60 utkání, v nichž vstřelil 6 branek.
V létě 2011 byl nominován na závěrečný turnaj mistrovství Evropy hráčů do 19 let v Rumunsku. Jako stabilní člen základní sestavy trenéra Jaroslava Hřebíka pomohl českému týmu ke čtyřem výhrám a k postupu až do finále, ve kterém Češi nestačili na Španělsko, se kterým prohráli 2:3 po prodloužení.
V srpnu 2013 byl Kadeřábek poprvé povolán do české reprezentace do 21 let.
V červnu 2015 byl Kadeřábek nominován na závěrečný turnaj Mistrovství Evropy do 21 let konaný v Praze, Olomouci a Uherském Hradišti. 17. června gólem otevřel skóre úvodního utkání proti Dánsku, Češi však utkání nakonec prohráli 1:2. Kadeřábek odehrál také celé utkání proti Srbsku (výhra 4:0) a proti Německu (remíza 1:1). Česká reprezentace ale nedokázala postoupit ze základní skupiny do semifinále.

### Seniorská reprezentace
V květnu 2014 jej trenér českého A-mužstva Pavel Vrba poprvé nominoval do seniorské reprezentace na přátelské utkání s Finskem, které se odehrálo 21. května 2014 v Helsinkách (remíza 2:2). Kadeřábek odehrál kompletní počet minut. Premiérovou branku vstřelil 16. listopadu 2014 v kvalifikaci na EURO 2016 v Plzni proti Islandu, kde hlavou srovnával v závěru prvního poločasu na 1:1. České mužstvo nakonec dokonalo obrat, vyhrálo 2:1. 13. října 2015 skóroval také v posledním utkání kvalifikace proti Nizozemsku a výrazně se tak podílel na výhře 3:2 a na zajištění postupu na závěrečný turnaj EURO 2016 ve Francii.

#### EURO 2016
Trenér Pavel Vrba jej zařadil do závěrečné 23členné nominace na EURO 2016 ve Francii. V základní skupině D odehrál všechny tři zápasy: proti Španělsku (porážka 0:1), proti Chorvatsku (remíza 2:2) a proti Turecku (porážka 0:2). Český tým obsadil se ziskem jediného bodu poslední čtvrté místo skupiny.

#### Kvalifikace na MS 2018
Kadeřábek nastoupil do šesti utkání kvalifikace na mistrovství světa 2018, ze které ale česká reprezentace nedokázala postoupit na závěrečný šampionát.

#### Kvalifikace na MS 2022
V březnu 2021 byl nominován na utkání zahajující kvalifikaci na MS 2022, stejně jako ostatní čeští reprezentanti z Bundesligy měl ale být původně k dispozici pouze pro první zápas s Estonskem. V předvečer zápasu s Belgií však německá vláda rozhodla o uvolnění proticovidových opatření v podobě vyřazení Česka a Spojeného království ze seznamu rizikových zemí, čímž odpadla hráčům po návratu do Německa nutnost povinné čtrnáctidenní karantény, kterou bundesligové kluby nechtěly dopustit. Z důvodu nejasného počátku platnosti se ale tito hráči připojili ke zbytku týmu až ve Walesu. Kadeřábek odehrál celý první zápas s Estonskem, proti Walesu však nastoupil až v závěrečné desetiminutovce.

#### EURO 2021
V květnu 2021 bylo oznámeno, že je součástí nominace na nadcházející EURO jako jeden ze čtyř hráčů s předchozí účastí na evropském šampionátu. Po zápase se Skotskem k nim přibyl ještě dodatečně nominovaný náhradní brankář Tomáš Koubek. Na turnaji nastoupil jen do osmifinálového utkání proti Nizozemsku, kdy svým výkonem pomohl k výhře 2:0 a k postupu do čtvrtfinále. Ve zbylých zápasech nastupoval na pozici pravého obránce Vladimír Coufal a vlevo Jan Bořil.
Po šampionátu přerušil reprezentační kariéru kvůli častým zraněním. V březnu 2022 ukončil svou reprezentační kariéru, v české reprezentaci odehrál 48 utkání, ve kterých vstřelil 3 branky.

### Reprezentační góly a zápasy

#### Góly Pavla Kadeřábka v A-týmu české reprezentace
| Gól | Datum        | Stadion                                | Soupeř     | Skóre (min.) | Výsledek | Soutěž                   |
| --- | ------------ | -------------------------------------- | ---------- | ------------ | -------- | ------------------------ |
| 01. | 16. 11. 2014 | Doosan Arena, Plzeň, Česko             | Island     | 01:1 00(45.) | 2:1      | kvalifikace na EURO 2016 |
| 02. | 13. 10. 2015 | Amsterdam ArenA, Amsterdam, Nizozemsko | Nizozemsko | 00:1 00(24.) | 2:3      | kvalifikace na EURO 2016 |
| 03. | 26. 3. 2018  | Guangxi Sports Centre, Nanking, Čína   | Čína       | 01:4 00(78.) | 1:4      | China Cup 2018           |

#### Zápasy Pavla Kadeřábka v A-týmu české reprezentace
| Rok    | Zápasy | Góly |
| ------ | ------ | ---- |
| 2014   | 7      | 1    |
| 2015   | 7      | 1    |
| 2016   | 12     | 0    |
| 2017   | 4      | 0    |
| 2018   | 6      | 1    |
| 2019   | 6      | 0    |
| 2020   | 3      | 0    |
| 2021   | 3      | 0    |
| Celkem | 48     | 3    |

## Osobní život
Jeho dědečkem je bývalý sparťanský fotbalový útočník Václav Vrána.
S manželkou Terezou Kadeřábkovou má dcery Emu (* 2. 9. 2016), Elvu (* 31. 7. 2020) a syna Jáchyma (* 28. 6. 2023).
Pavel má staršího bratra, který se jmenuje Jan Kadeřábek (* 13. 8. 1988). Jan prošel taktéž mládežnickými mužstvy v AC Sparta Praha.